# Карни, Джон
Джон Чарльз Карни мл. (англ. John Charles Carney Jr.; род. 20 мая 1956, Уилмингтон, Делавэр) — американский политик, представляющий Демократическую партию. Губернатор штата Делавэр (2017—2025).

## Биография
Окончил среднюю школу Святого Марка в Уилмингтоне в 1974 году, в 1978 году получил степень бакалавра искусств в Дартмутском колледже, в 1987 году — степень мастера государственного управления в Делавэрском университете. С 1986 по 1989 год работал в аппарате сенатора США от Делавэра Джозефа Байдена, с 1989 по 1994 год работал в администрации округа Нью-Касл (штат Делавэр), с 1994 по 1997 год — в администрации губернатора Делавэра Томаса Карпера. В 1997—2000 годах являлся финансовым секретарём штата Делавэр.
Бывший вице-губернатор Делавэра при губернаторе Рут Энн Миллер (2001—2009). В 2008 году проиграл Джеку Маркеллу праймериз Демократической партии за право выдвижения кандидатуры на выборах губернатора, в 2010 году победил на выборах в Палату представителей США от объединённого избирательного округа штата Делавэр. 8 ноября 2016 года победил на губернаторских выборах сенатора штата Делавэр республиканца Колина Бонини.
5 ноября 2024 года избран мэром Уилмингтона.
7 января 2025 года вступил в должность до истечения срока своих губернаторских полномочий, и по должности пост губернатора перешёл к вице-губернатору Бетани Холл-Лонг.